# 島根県道264号講武古江線
島根県道264号講武古江線（しまねけんどう264ごう こうぶふるえせん）は、島根県松江市を通る一般県道である。

## 概要
松江市鹿島町上講武から松江市西浜佐陀町に至る。

### 路線データ
- 起点：島根県松江市鹿島町上講武（島根県道21号松江島根線交点）
- 終点：島根県松江市西浜佐陀町（国道431号交点）

## 路線状況

### 重複区間
- 島根県道37号松江鹿島美保関線（松江市鹿島町名分）

### 道路施設

#### 橋梁
- 中川橋（講武中川、松江市）
- 若宮橋（講武川、松江市）
- 佐太橋（佐陀川、松江市）

## 地理

### 通過する自治体
- 島根県
  - 松江市

### 交差する道路
| 交差する道路                              | 交差する場所 | 交差する場所 |
| ----------------------------------------- | ------------ | ------------ |
| 島根県道21号松江島根線                    | 鹿島町上講武 | 起点         |
| 島根県道175号御津東生馬線                 | 鹿島町北講武 |              |
| 島根県道37号松江鹿島美保関線 重複区間起点 | 鹿島町名分   |              |
| 島根県道37号松江鹿島美保関線 重複区間終点 | 鹿島町名分   |              |
| 島根県道352号宍道湖湖北自転車道線         | 西浜佐陀町   |              |
| 国道431号                                 | 西浜佐陀町   | 終点         |

### 交差する鉄道
- 一畑電車北松江線

### 沿線
- 松江市立鹿島東小学校
- 島根県立松江ろう学校
- 島根県警察学校（終点付近）
- 島根県立盲学校（終点付近）